# Álvaro Santos
Álvaro Márcio Santos (ur. 31 stycznia 1980 w São Paulo) – brazylijski piłkarz występujący na pozycji napastnika, trener piłkarski.

## Kariera klubowa
Piłkarską karierę Álvaro rozpoczął w klubie América Mineiro. W połowie 2000 roku wyjechał z kraju i trafił do Szwecji, do ówczesnego mistrza kraju Helsingborga. W lidze szwedzkiej zadebiutował 22 lipca w meczu z Halmstads BK i zdobył gola. Jesienią wraz z Helsingborgiem wyeliminował w eliminacjach do Ligi Mistrzów Inter Mediolan i następnie wystąpił w fazie grupowej tych rozgrywek. W 2000 roku został wicemistrzem Szwecji. W Helsingborgu grał do 2003 roku i łącznie dla tego klubu rozegrał 63 spotkania oraz zdobył 34 gole będąc najlepszym strzelcem klubu w latach 2000-2003.
W 2003 roku Álvaro przeszedł za około 1,6 miliona euro do duńskiego FC København. W duńskiej lidze swoje premierowe spotkanie rozegrał 1 sierpnia przeciwko FC Midtjylland (0:0). Już w 2004 roku osiągnął z kopenhaskim klubem swoje pierwsze sukcesy. Wywalczył zarówno mistrzostwo Danii, jak i sięgnął po Puchar Danii. W sezonie 2004/05 został wicemistrzem kraju, ale w 2006 roku ponownie zdobył mistrzostwo Superligaen. W sezonie 2005/06 został wicekrólem strzelców ligi z 15 golami będąc gorszym o jedno trafienie od Steffena Højera. Przez cztery sezony zdobył dla FCK 38 goli w 84 meczach.
W sierpniu 2006 roku Álvaro zmienił barwy klubowe i odszedł za 2 miliony euro do francuskiego FC Sochaux-Montbéliard. Debiut w rozgrywkach Ligue 1 zaliczył 5 sierpnia przeciwko AS Saint-Étienne (2:1). W sezonie 2006/07 zdobył dla Sochaux 8 goli będąc najlepszym strzelcem zespołu. Wywalczył też Puchar Francji. Jednak w 2007 roku został wypożyczony do RC Strasbourg (debiut 22 września w przegranym 0:1 meczu z UC Le Mans). Nie zdołał jednak pomóc zespołowi w uniknięciu degradacji do Ligue 2, a w 2008 roku powrócił do Sochaux, w którym pełnił rolę rezerwowego. 9 lutego 2009 roku podpisał trzyletni kontrakt ze szwedzkim Örgryte IS. W 2011 roku był wypożyczony do GAIS, a następnie trafił do Helsingborgs IF, gdzie zakończył karierę w 2014 roku. W sezonie 2018 na krótko wznowił grę w piłkę nożną i był graczem Höganäs BK (Division 3).

### Statystyki kariery
| Sezon   | Klub                   | Kraj     | Rozgrywki             | Mecze | Bramki |
| ------- | ---------------------- | -------- | --------------------- | ----- | ------ |
| 2000    | América Mineiro        | Brazylia | Campeonato Brasileiro | 0     | 0      |
| 2000    | Helsingborgs IF        | Szwecja  | Allsvenskan           | 14    | 12     |
| 2001    | Helsingborgs IF        | Szwecja  | Allsvenskan           | 23    | 5      |
| 2002    | Helsingborgs IF        | Szwecja  | Allsvenskan           | 24    | 16     |
| 2003    | Helsingborgs IF        | Szwecja  | Allsvenskan           | 3     | 2      |
| 2003/04 | FC København           | Dania    | Superligaen           | 27    | 13     |
| 2004/05 | FC København           | Dania    | Superligaen           | 25    | 8      |
| 2005/06 | FC København           | Dania    | Superligaen           | 30    | 15     |
| 2006/07 | FC København           | Dania    | Superligaen           | 2     | 2      |
| 2006/07 | FC Sochaux-Montbéliard | Francja  | Ligue 1               | 29    | 8      |
| 2007/08 | FC Sochaux-Montbéliard | Francja  | Ligue 1               | 3     | 0      |
| 2007/08 | RC Strasbourg          | Francja  | Ligue 1               | 28    | 5      |
| 2008/09 | FC Sochaux-Montbéliard | Francja  | Ligue 1               | 4     | 0      |
| 2009    | Örgryte IS             | Szwecja  | Allsvenskan           | 19    | 10     |
| 2010    | Örgryte IS             | Szwecja  | Allsvenskan           | 22    | 7      |
| 2011    | GAIS                   | Szwecja  | Allsvenskan           | 16    | 6      |
| 2011    | Helsingborgs IF        | Szwecja  | Allsvenskan           | 9     | 1      |
| 2012    | Helsingborgs IF        | Szwecja  | Allsvenskan           | 19    | 4      |
| 2013    | Helsingborgs IF        | Szwecja  | Allsvenskan           | 24    | 5      |
| 2014    | Helsingborgs IF        | Szwecja  | Allsvenskan           | 15    | 0      |
| 2018    | Höganäs BK             | Szwecja  | Division 3            | 11    | 2      |

## Sukcesy
Helsingborgs IF
- mistrzostwo Szwecji: 2011
- Puchar Szwecji: 2011
- Superpuchar Szwecji: 2011

FC København
- mistrzostwo Danii: 2003/04, 2005/06

FC Sochaux-Montbéliard
- Puchar Francji: 2006/07